# Tingqian (köpinghuvudort i Kina, Hubei Sheng, lat 30,21, long 115,98)
Tingqian (kinesiska: 停前) är en köpinghuvudort i Kina. Den ligger i provinsen Hubei, i den centrala delen av landet, omkring 170 kilometer öster om provinshuvudstaden Wuhan. Antalet invånare är 33 323. Befolkningen består av 15 785 kvinnor och 17 538 män. Barn under 15 år utgör 17,0 %, vuxna 15-64 år 72 %, och äldre över 65 år 10,0 %.
Runt Tingqian är det tätbefolkat, med 442 invånare per kvadratkilometer. Närmaste större samhälle är Fuyu, 15,1 km sydost om Tingqian. Trakten runt Tingqian består till största delen av jordbruksmark.
Genomsnittlig årsnederbörd är 1 963 millimeter. Den regnigaste månaden är maj, med i genomsnitt 310 mm nederbörd, och den torraste är januari, med 52 mm nederbörd.